# Blâmont
Blâmont és un municipi francès situat al departament de Meurthe i Mosel·la i a la regió del Gran Est. L'any 2007 tenia 1.180 habitants.

## Demografia

### Població
El 2007 la població de fet de Blâmont era de 1.180 persones. Hi havia 460 famílies, de les quals 152 eren unipersonals (56 homes vivint sols i 96 dones vivint soles), 136 parelles sense fills, 120 parelles amb fills i 52 famílies monoparentals amb fills.
La població ha evolucionat segons el següent gràfic:
Habitants censats

### Habitatges
El 2007 hi havia 573 habitatges, 469 eren l'habitatge principal de la família, 23 eren segones residències i 81 estaven desocupats. 345 eren cases i 226 eren apartaments. Dels 469 habitatges principals, 242 estaven ocupats pels seus propietaris, 218 estaven llogats i ocupats pels llogaters i 9 estaven cedits a títol gratuït; 38 tenien dues cambres, 83 en tenien tres, 137 en tenien quatre i 211 en tenien cinc o més. 252 habitatges disposaven pel capbaix d'una plaça de pàrquing. A 222 habitatges hi havia un automòbil i a 138 n'hi havia dos o més.

### Piràmide de població
La piràmide de població per edats i sexe el 2009 era:
| Homes | Edats   | Dones |
| ----- | ------- | ----- |
| 4     | 95 o +  | 4     |
| 4     | 90 a 94 | 12    |
| 12    | 85 a 89 | 24    |
| 12    | 80 a 84 | 36    |
| 20    | 75 a 79 | 12    |
| 28    | 70 a 74 | 44    |
| 12    | 65 a 69 | 44    |
| 24    | 60 a 64 | 28    |
| 12    | 55 a 59 | 8     |
| 32    | 50 a 54 | 20    |
| 32    | 45 a 49 | 48    |
| 32    | 40 a 44 | 48    |
| 28    | 35 a 39 | 44    |
| 32    | 30 a 34 | 20    |
| 68    | 25 a 29 | 36    |
| 24    | 20 a 24 | 52    |
| 56    | 15 a 19 | 64    |
| 56    | 10 a 14 | 32    |
| 44    | 5 a 9   | 52    |
| 52    | 0 a 4   | 32    |

## Economia
El 2007 la població en edat de treballar era de 717 persones, 478 eren actives i 239 eren inactives. De les 478 persones actives 410 estaven ocupades (222 homes i 188 dones) i 68 estaven aturades (32 homes i 36 dones). De les 239 persones inactives 65 estaven jubilades, 78 estaven estudiant i 96 estaven classificades com a «altres inactius».

### Ingressos
El 2009 a Blâmont hi havia 456 unitats fiscals que integraven 1.044 persones, la mediana anual d'ingressos fiscals per persona era de 13.847 €.

### Activitats econòmiques
Dels 74 establiments que hi havia el 2007, 2 eren d'empreses extractives, 5 d'empreses alimentàries, 3 d'empreses de fabricació d'altres productes industrials, 3 d'empreses de construcció, 17 d'empreses de comerç i reparació d'automòbils, 5 d'empreses de transport, 5 d'empreses d'hostatgeria i restauració, 1 d'una empresa d'informació i comunicació, 3 d'empreses financeres, 2 d'empreses immobiliàries, 8 d'empreses de serveis, 17 d'entitats de l'administració pública i 3 d'empreses classificades com a «altres activitats de serveis».
Dels 19 establiments de servei als particulars que hi havia el 2009, 1 era una oficina d'administració d'Hisenda pública, 1 gendarmeria, 1 oficina de correu, 3 oficines bancàries, 2 funeràries, 4 tallers de reparació d'automòbils i de material agrícola, 1 paleta, 1 fusteria, 2 perruqueries, 1 veterinari, 1 restaurant i 1 agència immobiliària.
Dels 7 establiments comercials que hi havia el 2009, 2 eren supermercats, 2 fleques, 1 una peixateria, 1 una botiga de material de revestiment de parets i terra i 1 una joieria.
L'any 2000 a Blâmont hi havia 4 explotacions agrícoles.

## Equipaments sanitaris i escolars
El 2009 hi havia 1 hospital de tractaments de curta durada, 1 hospital de tractaments de mitja durada (seguiment i rehabilitació, 1 un hospital de tractaments de llarga durada, 1 farmàcia i 1 ambulància.
El 2009 hi havia 1 escola maternal i 1 escola elemental. Blâmont disposava d'un col·legi d'educació secundària amb 173 alumnes.

## Fills il·lustres
- Florent Schmitt (1870-1958) compositor

## Poblacions més properes
El següent diagrama mostra les poblacions més properes.